# Bundespressedienst
Der Bundespressedienst (BPD) im österreichischen Bundeskanzleramt ist für die Öffentlichkeitsarbeit der österreichischen Bundesregierung zuständig.

## Aufgaben
Der bereits im Jahr 1921 gegründete Bundespressedienst begreift sich als Dienstleistungsbetrieb, der als Informationsdrehscheibe zwischen Bevölkerung, Medien und Bundesregierung fungiert. 
Eine Kernaufgabe des BPD besteht in der Information der Öffentlichkeit über die Arbeit der Bundesregierung. Sowohl über den Webauftritt des Bundeskanzleramtes als auch mit Printprodukten und Presseaussendungen wird über Maßnahmen, Gesetze, Strategien und Hintergründe der Politik berichtet. Für allgemeine Anfragen oder auch spezielle Themen wie Europa werden gebührenfreie Hotlines angeboten.
Eine weitere Kernaufgabe des Bundespressedienstes besteht darin, den Bundeskanzler sowie die Bundesregierung über die in- und ausländische Nachrichtensituation zu informieren. Der BPD nimmt diese Aufgabe mit der täglichen Erstellung von gedruckten und elektronischen Pressespiegeln sowie mündlichen Berichterstattungen wahr.
Überdies ist der Bundespressedienst für die Betreuung österreichischer und internationaler Massenmedien verantwortlich und führt beispielsweise die Akkreditierung von Journalisten und die Pressebetreuung bei Staatsbesuchen durch.

## Amtssitz

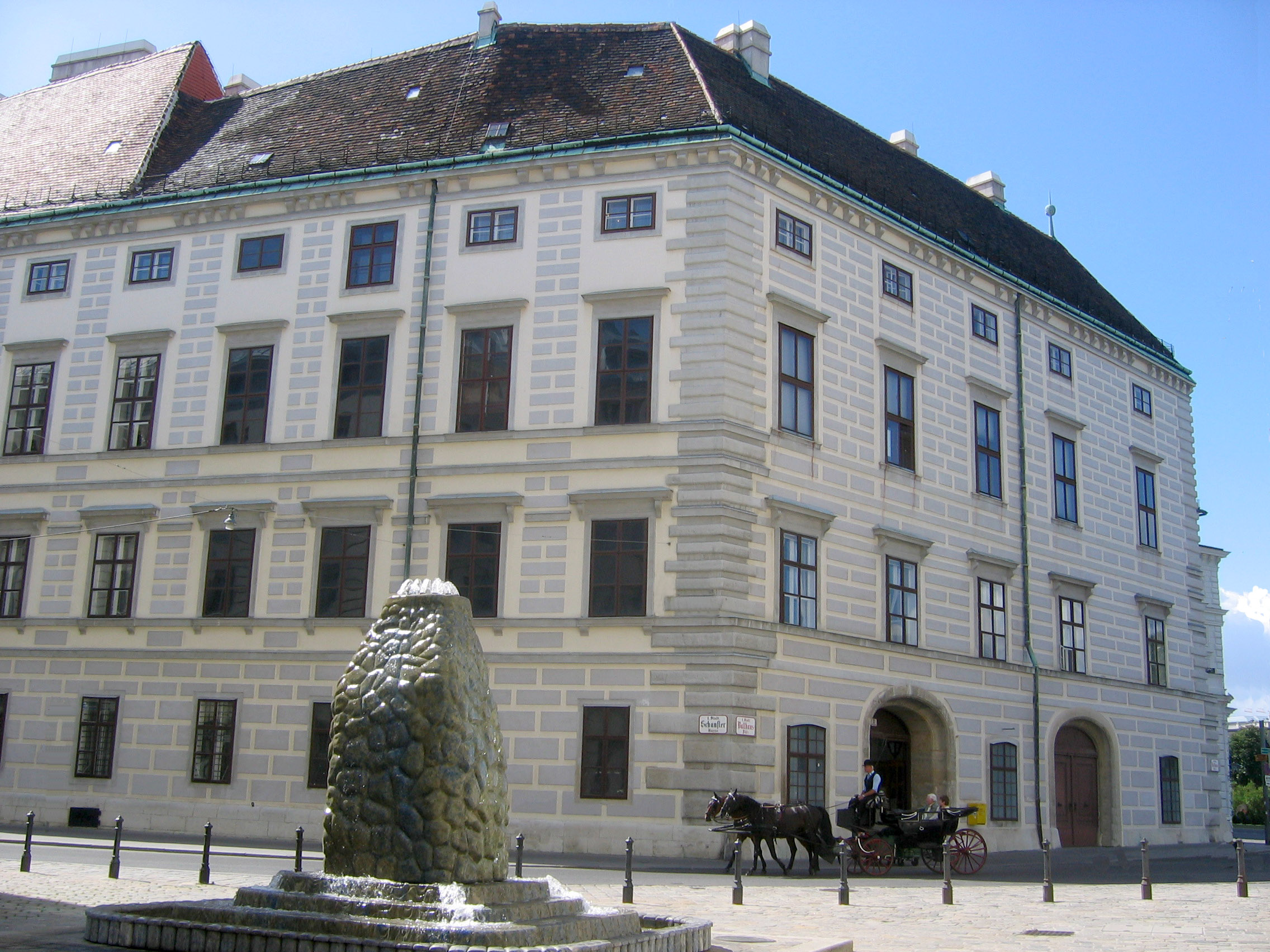
Eingang zum Amalientrakt der Hofburg

Der Bundespressedienst ist am Wiener Ballhausplatz untergebracht. Die Büros befinden sich im Amalientrakt der Hofburg (Ballhausplatz 1), direkt gegenüber dem Hauptgebäude des Bundeskanzleramtes (Ballhausplatz 2) und neben dem Amtssitz des Bundespräsidenten.